# Gensyn
Gensyn er en dansk kortfilm fra 2006 instrueret af Maja Friis.

## Handling
En visuel og poetisk fortælling om afsavn, forgængelighed, gensyn og afsked.

## Medvirkende
- Lars Lunøe, Mand
- Elsa Marianne von Rosen, Kvinde
- Frank Bätge, Gartner